# Goodyera repens
Goodyera repens es una especie de orquídea del género Goodyera.  Goodyera repens se encuentra en lugares aislados en los bosques y pantanos de Europa. Es una planta rara, pero es la orquídea más común en Escandinavia. También se encuentra en Canadá y el norte de Estados Unidos. Se trata de una especie protegida en la mayor parte de su hábitat.

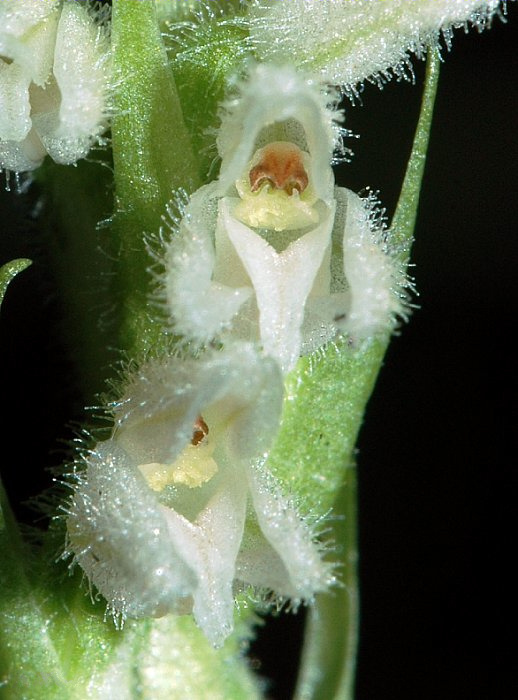
Inflorescencia.

## Características
Se trata de una planta perenne que alcanza un metro de altura que envía ocasionales finos tallos por encima de la superficie. Florece durante el verano, y tiene las flores dispuestas en una espiral.  Estas flores giran de cara hacia el sol.
Al igual que otras orquídeas, existen en simbiosis con micorrizas, un rizoma da vivienda al hongo (del género Rhizoctonia, en este caso). Las micorrizas ayudan a la orquídea a absorber y asimilar los nutrientes.
Esta orquídea es polinizada por abejorros, lo que permite su reproducción sexual. También puede reproducirse vegetativamente. Sus semillas son probablemente las más pequeñas de cualquier planta. 

## Nombre común
- Inglés: creeping lady's tresses en Europa y dwarf rattlesnake plantain o lesser rattlesnake plantain en EUA.

## Sinonimia
- Satyrium repens  L. (1753) (Basonimo)
- Epipactis repens (L.) Crantz (1769)
- Serapias repens (L.) Vill. (1787)
- Neottia repens (L.) Sw. (1800)
- Orchis repens (L.) Eyster ex Poir. (1805)
- Peramium repens (L.) Salisb. (1812)
- Tussaca secunda Raf. (1814)
- Gonogona repens (L.) Link (1822)
- Elasmatium repens (L.) Dulac (1867)
- Orchiodes repens (L.) Kuntze (1891)[1]
- Goodyera pubescens var. repens (L.) Alph.Wood, Class-book Bot., ed. 2a: 537 (1847).
- Satyrium hirsutum Gilib., Excerc. Phyt. 2: 484 (1792), opus utique oppr.
- Tussaca secunda Raf., Précis Découv. Somiol.: 43 (1814).
- Goodyera marginata Lindl., Gen. Sp. Orchid. Pl.: 493 (1840).
- Orchiodes marginatum (Lindl.) Kuntze, Revis. Gen. Pl. 2: 675 (1891).
- Orchiodes resupinatum Kuntze, Revis. Gen. Pl. 2: 675 (1891).
- Peramium repens var. ophioides (Fernald) A.Heller, Cat. N. Amer. Pl., ed. 2: 4 (1900).
- Epipactis repens var. ophioides (Fernald) A.A.Eaton, Proc. Biol. Soc. Wash. 21: 65 (1908).
- Goodyera nantoensis Hayata, J. Coll. Sci. Imp. Univ. Tokyo 30(1): 343 (1911).
- Goodyera mairei Schltr., Repert. Spec. Nov. Regni Veg. 17: 65 (1921).
- Goodyera brevis Schltr., Repert. Spec. Nov. Regni Veg. Beih. 12: 345 (1922).
- Peramium secundum (Raf.) House, Bull. New York State Mus. Nat. Hist. 254: 248 (1924).
- Epipactis mairei (Schltr.) Hu, Rhodora 27: 106 (1925), nom. illeg.
- Peramium nantoense (Hayata) Makino, J. Jap. Bot. 6: 36 (1929).
- Goodyera ophioides (Fernald) Rydb., Brittonia 1: 86 (1931).[2]